# 等力点

緑の円はアポロニウスの円
青い直線は内角の二等分線
赤い直線は外角の二等分線である。

ユークリッド幾何学において、等力点 (とうりきてん、英: Isodynamic point) あるいは、等力中心とは三角形の中心の一つである。この点を中心とする反転は元の三角形を正三角形に変換する性質を持つ。また等力点と頂点の距離の比は対辺の逆数の比と等しい。ほかの中心とは異なりメビウス変換で不変である。正三角形の場合、等力点は重心や外心と一致するが、正三角形でない場合は2つ存在する。等力点はノイベルグによって研究・命名された。

## 距離の比
等力点は、もともと2点間の距離の比（あるいは積）のある等式から定義されていた。 SまたはS'を△ABCの等力点とし {\displaystyle AS:BS:CS={\frac {1}{BC}}:{\frac {1}{CA}}:{\frac {1}{AB}}} が成り立つ。 S'についても同様の等式が成り立つ。
S, S'は△ABCの一つの頂点を通り、ほか2つの頂点との距離の比が等しいアポロニウスの円の交点である。したがって直線SS'は3つのアポロニウスの円の根軸である。線分SS'の垂直二等分線はルモワーヌ線で3つのアポロニウスの円の中心を通る。

## 変換
等力点S, S' は△ABCに対する点対称やメビウス変換によって定義することもできる。△ABCを等力点で反転すると正三角形となる。外接円による反転は、等力点をもう一方の等力点に変換する。より一般にそれぞれの等力点は、△ABCの内側を三角形の外接円の内側に写すメビウス変換で不変であり、外接円の内側と外側を交換する変換によって入れ替わる。

## 角度

三角形の頂点で外接円と60°で交わる円の交点は第一等力点である。

等力点はアポロニウスの円とは他の円の交点でもある。第一等力点は△ABCの外接円と 頂点で120°のレンズを作る3つの円の交点である。同様に,第二等力点は△ABCの外接円と 頂点で60°のレンズを作る3つの円の交点である。
第一等力点と三角形の頂点が成す角は次の等式を満たす。
{\displaystyle \angle ASB=\angle ACB+\pi /3,} {\displaystyle \angle ASC=\angle ABC+\pi /3,} {\displaystyle \angle BSC=\angle BAC+\pi /3.}
同様に、第二等力点も次の等式を満たす。
{\displaystyle \angle AS'B=\angle ACB-\pi /3,} {\displaystyle \angle AS'C=\angle ABC-\pi /3,} {\displaystyle \angle BS'C=\angle BAC-\pi /3.}
等力点の垂足三角形は正三角形で、等力点を各辺で鏡映した点も当然正三角形である。
また△ABCに内接する正三角形の中で最も小さいのは第一等力点の垂足三角形である。

## その他の性質
等力点の等角共役点はフェルマー点である。二つの等力点はブロカール軸、ノイベルグ三次曲線上にある。

## 作図方法

頂点をその対辺で鏡映した点と、三角形の辺を一辺とする内側の正三角形の頂点を結んだ直線の交点は第一等力点。

等力点を作図する方法の一つに、二等分線を用いるものがある。AB, ACの内角及び外角の二等分線 とBCの交点はAを通るBCのアポロニウスの円の直径となる。したがって、アポロニウスの円を作図することができ他二つのアポロニウスの円も同様にして描くことで等力点を見つけることができる。
もう一つの作図方法に鏡映を用いるものがある。 A1を AをBCで鏡映したもの、  A2をBCを一辺とする内側の正三角形のB, Cでない点とする。A1, A2と同様にB1, B2, C1, C2を作図すると、3直線A1A2, B1B2, C1C2は第一等力点で交わる。内側から外側に手順を変えると、第二等力点が作図できる。
第一等力点の三線座標は以下の式の様になる。
{\displaystyle \sin(A+\pi /3):\sin(B+\pi /3):\sin(C+\pi /3)}
第二等力点の三線座標も{\displaystyle \pi /3}を {\displaystyle -\pi /3} とすることで得られる。